# Potez 540
El Potez 540 va ser un bombarder francès desenvolupat a principis dels anys 1930. Ideat per l'Armée de l'Air com una "fortalesa volant" capaç de defensar-se dels caces enemics per si sola aquest model va ser provat a la Guerra Civil espanyola on va demostrar un baix rendiment i múltiples defectes que feien inviable la concepció inicial. Donades les seves característiques i pel fet d'anar quasi sempre sense escorta, es va guanyar el sobrenom de “Taüt volador”.

## Història
El disseny va sorgir com a desenvolupament de la idea de bombarder invulnerable preconitzada pel general Giulio Douhet sobre el domini de l'aire. Aquesta concepció es va demandar en l'especificació del Parlament Francès que cercava una renovació total dels antic bombarders biplans de l'Armée de l'Air. Aquesta especificació cercava un avió polivalent, capaç de tasques BCR (Bombardeig, caça i reconeixement), amb 4 a 5 tripulants, capaç de transportar 1 tona de bombes, amb un sostre operatiu d'uns 4.000 metres i un radi d'acció de 1.000 km. En el marc d'aquest programa es van provar els dissenys Breguet 460, Farman F.420 i Bloch MB.130, 
Va ser a última hora quan l'enginyer Louis Corolla de l'empresa Aéroplanes Henry Potez es va presentar amb el prototip particular (sense ajudes estatals) Potez 54 que es va envolar per primera vegada el 19 de novembre de 1933, realitzant-se diverses proves, i canviant el doble el doble timó original per un timó únic. Finalment va guanyar el concurs, fent que les comandes que ja s'havien fet a la casa Breguet fossin cancel·lades.
Era una rara barreja de conceptes nous i antics: era un monoplà d'ala alta, tenia una cabina de pilotatge tancada i torretes pels artillers defensius, el tren d'aterratge era semi-retràctil a dins les góndoles dels motors. Per contra presentava un voluminós fuselatge de secció quadrada de construcció a base de fusta i tela, amb ales amb estructura metàl·lica i també cobertes de tela. Una xarxa de cables suportava les góndoles dels motors i els timons de profunditat, d'incidència regulable des de la cabina. També disposava d'un bon equip de ràdio, càmeres d'enfocament oblic i vertical, navegació nocturna, equip d'oxígens per grans altituds i dipòsits de combustible auto-segellants. De la part inferior de les seccions de l'ala, que unien les góndoles amb el fuselatge, hi penjaven els 4 suports per a bombes (2 per ala). Cadascun amb una capacitat màxima de 225 kg. Així mateix comptava amb una bodega de bombes interna on es podien encabir 10 bombes de 55 kg.
L'avió estava propulsat per dos motors Hispano Suiza 12Xirs/12Xjrs (l'un amb gir cap a la dreta i l'altre cap a l'esquerra) de 720 CV a 3.950 metres, que inicialment accionaven hèlixs de fusta de dues pales. Tot i que en la versió de producció es va optar hèlixs metàl·liques de 3 pales, amb pas regulable marca Ratier. Una cosa que es va intentar, però no es va acabar aconseguint de forma satisfactòria va ser una frenada correcte.

## Dades tècniques (Potez 540)
- Llargada: 16,2 metres
- Amplada: 22,1 metres
- Altura: 3,88 metres
- Pes en vuit : 3.785 Kilograms, Pes a l'envol : 5.950 kilograms
- Velocitat màxima : 310 km/h
- Sostre de vol : 5.200 metres, Autonomia : 1.250 kilòmetres
- Tripulació : 4-5 persones, pilot, navegant (opcional) i 3 artillers
- Armament : 3 metralladores MAC 34 de calibre 7,5 mm, en torretes frontal, dorsal i ventral, la qual es podia escamotejar elèctricament. 4 bombes de 225 Kg i fins a 10 bombes de 55 Kg en una bodega interior.[3]

## Teatres d'Operacions

### Espanya

Potez 540, Espanya

A l'Espanya republicana van arribar 5 aparells entre el 15 i el 18 d'agost del 1936. Aquests van ser importats de França via Tolosa de Llenguadoc però sense armament ni equipament per les pressions del partit majoritari de l'oposició Front Populaire (dreta francesa). Finalment, tot i les pressions contràries, es van arribar a importar fins a 20 aparells d'aquest tipus. Tot i això forces aèries republicanes (FARE) no va tindre mai operatius més de 6 avions, ja sigui per manca de recanvis o per avaries.
Es va formar de seguida a Barcelona l'Esquadrilla Espanya comandada per André Malraux, membre del Comitè Antifeixista, i gràcies al suport de Jean Moulin que recavava finançament i pilots. Aquesta esquadrilla es va traspassar a Madrid amb 5 bombarders i caces Nieuport 52 de cobertura. Aquesta unitat va aconseguir gestes importants al començament de la guerra com el bombardeig per sorpresa de l'aeroport d'Olmedo, l'11 de setembre de 1936. Però el 5 d'octubre ja no quedava ni un sol avió en condicions de vol, tot i que el 15 d'octubre van arribar 6 aparells més.
La història d'aparells abatuts ja sigui per la caça enemiga o per l'artilleria antiaèria es llaga, igual que la de pírriques accions sobre objectius militars dutes a terme per aquests aparells, que precisament pel seu volum, construcció, baixa velocitat i poca cobertura i se'ls va conèixer com els Taüts Voladors. Començant a desfer el que es va corroborar durant la Segona Guerra Mundial, que les fortaleses volants no eren viables.
L'octubre de 1936 van arribar els bombarders soviètics Tupolev SB-2, més moderns i ràpids, hi van substituir ràpidament tant als Potez com als Bloch 200/210. Tot i això els pilots i enginyers russos van admirar algunes característiques del Potez 540 com els dipòsits de carburant auto-segellants, que els Tupolev no equipaven. No hi ha constància que cap dels Potez 540 sobrevisqués a la guerra.

### França
A l'Armée de l'Air es va entregar el primer prototip el 25 de novembre de 1934. Tot seguit va seguir una comanda de 4 aparells més, equipats amb un nou model de motor Lorrain Petrel Hdrs/Hers de 720 CV i una posterior de 6 més, tots ells de 5 tripulants. Seguint un patró de petites comandes, no totes servides per Potez, es va arribar a entregar l'any 1937 la quantitat de 240 aparells, que van constituir els Grups I/54 de Le Bourget, Gr I/33 a Nancy, Gr I/55 a Lió, Gr de Reconnaissance Autonome de Cazaux (Arieja) i el Grup II/33. Realitzant vols de reconeixement secrets damunt de les fronteres Alemanyes i Italianes.
A la Guerra Civil espanyola es va fer palesa la seva vulnerabilitat davant dels aparells de caça enemics i per això van anar derivant-se a unitats secundàries a les colònies franceses a l'Àfricai la Indoxina francesa (actuals Vietnam, Laos i Cambodja).
Tot i això l'any 1939 encara es disposava de 109 aparells que van ser reorganitzats. Aquests es van fer servir sobretot per missions de transport, sent donats de baixa definitivament en 1944.

### Romania
A la Fortele Aeriene Regale ale României es van entregar l'any 1935 10 aparells del model 543 amb motors Gnome et Rhône 14Kdrs de 14 cilindres en estrella (7+7) de 860 CV, seguits d'un altra comanda de 8 aparells més, acabats de servir l'any 1939.

## Models
- Potez 54

Primer prototip amb timons dobles i canó automàtic dorsal Hispano S9 de calibre 20 mm. Transformat després en model 540 i entregat a l'Armée de l'Air després de les avaluacions.
- Potez 540

Model de sèrie amb un sol timó de direcció i equipat amb motors de refrigeració líquida i 12 cilindres en V Hispano Suiza 12Xirs/Xjrs (sentit de gir invers) de 720 CV.
- Potez 541

Prototip equipat amb motors de refrigeració per aire Gnome Rhône 14Kdrs de 14 cilindres en estrella (7+7) de 860 CV.
- Potez 542

Sèrie d'aparells equipats amb motors Lorraine Petrel 12Hdrs/12Hers (sentit de gir invers) de refrigeració líquida i 12 cilindres en V de 720 CV.
- Potez 543

Sèrie d'exportació per Romania amb motors de refrigeració per aire Gnome Rhône 14Kdrs de 14 cilindres en estrella (7+7) de 860 CV.
- Potez 544

Prototip provinent de motoritzar un 542 amb Hispano Suiza 12Ybrs de refrigeració líquida i 12 cilindres en V de 860 CV i equipatge especial fotogràfic, sense armament.